# Ministerstwo Przemysłu Spożywczego i Skupu
Ministerstwo Przemysłu Spożywczego i Skupu – ministerstwo istniejące w Polskiej Rzeczypospolitej Ludowej w latach 1957–1981, utworzone na bazie funkcjonujących wcześniej odrębnych resortów zajmujących się przemysłem spożywczym oraz skupem, kontraktacją i dostawami żywności. W 1981 r. urząd został połączony z Ministerstwem Rolnictwa.
Ministerstwo miało siedzibę przy ulicy Świętokrzyskiej 20 w Warszawie.

## Historia

### Wcześniejsze przekształcenia
Pierwszym samodzielnym resortem odpowiedzialnym za niektóre gałęzie gospodarki żywnościowej stało się Ministerstwo Przemysłu Rolnego i Spożywczego utworzone na mocy ustawy z 10 lutego 1949 r. dokonującej podziału kompetencji dotychczasowego Ministerstwa Przemysłu i Handlu. Część zadań zniesionego urzędu związanych z przetwórstwem żywności przejęło również powołane wówczas Ministerstwo Handlu Wewnętrznego, z którego kilka lat później na podstawie dekretu z 22 kwietnia 1952 r. wydzielone zostało Ministerstwo Przemysłu Mięsnego i Mleczarskiego. Do połączenia obu tych struktur doszło po wydaniu dekretu z 11 lipca 1956 r., zgodnie z którym ich miejsce zajęło Ministerstwo Przemysłu Spożywczego.
W latach 50. powstała również odrębna instytucja zajmująca się sprawami skupu płodów rolnych i zwierząt hodowlanych. Początkowo był to Centralny Urząd Skupu i Kontraktacji utworzony ustawą z 25 maja 1951 r. i kierowany przez prezesa podległego bezpośrednio Prezesowi Rady Ministrów. Niespełna dwa lata później urząd ten został na mocy dekretu z 25 marca 1953 r. przekształcony w Ministerstwo Skupu.

### Resort przemysłu spożywczego i skupu
Ministerstwo Przemysłu Spożywczego i Ministerstwo Skupu funkcjonowały odrębnie do czasu wejścia w życie ustawy z 22 marca 1957 r. o zmianach w organizacji i zakresie działania naczelnych organów administracji państwowej w niektórych gałęziach przemysłu, budownictwa i komunikacji. Na mocy przepisów aktu dokonane zostało scalenie tych urzędów w Ministerstwo Przemysłu Spożywczego i Skupu, które w nowym kształcie prowadziło działalność aż do 1981 r.
Zgodnie z rozporządzeniem Rady Ministrów z 3 maja 1974 r. do zakresu działania Ministra Przemysłu Spożywczego i Skupu należały m.in. sprawy:
- przemysłu spożywczego obejmującego działalność gospodarczą w zakresie produkcji mięsa i przetworów mięsnych, przetworów zbożowych, wyrobów cukierniczych trwałych, cukru, wyrobów jajczarsko-drobiarskich, koncentratów spożywczych i suszu cykorii, roślinnych tłuszczów jadalnych, przetworów z owoców i warzyw, win i miodów pitnych, piwa i słodu, wyrobów spirytusowych, drożdży, wyrobów tytoniowych, przetworów ziemniaczanych i skrobiowych, kwasów spożywczych, produktów mleczarskich, produktów zielarskich, mrożonych owoców i warzyw, wyrobów kulinarnych i garmażeryjnych,
- skupu produktów rolnych, zwierząt rzeźnych i produktów pochodzenia zwierzęcego,
- przemysłu paszowego i przetwórstwa ubocznych produktów zwierzęcych, produkcji tłuszczów technicznych zwierzęcych i roślinnych oraz opakowań blaszanych lekkich.

Zlikwidowanie samodzielnego Ministerstwa Przemysłu Spożywczego i Skupu nastąpiło po ogłoszeniu ustawy z 3 lipca 1981 r., zgodnie z którą urząd ten został połączony z Ministerstwem Rolnictwa w Ministerstwo Rolnictwa i Gospodarki Żywnościowej.

## Lista ministrów
Ministrowie Przemysłu Rolnego i Spożywczego:
- Bolesław Rumiński (PZPR) (17 marca 1949 – 30 grudnia 1950)
- Mieczysław Hoffmann (PZPR) (kierownik) (3 stycznia 1951 – 5 lutego 1952)
- Mieczysław Hoffmann (PZPR) (5 lutego 1952 – 16 lipca 1956)

Ministrowie Przemysłu Mięsnego i Mleczarskiego:
- Marian Minor (PZPR) (22 kwietnia 1952 – 21 listopada 1952)
- Czesław Rydalski (PZPR) (kierownik) (21 listopada 1952 – 11 lipca 1956)

Ministrowie Przemysłu Spożywczego:
- Mieczysław Hoffmann (PZPR) (16 lipca 1956 – 27 lutego 1957)
- Feliks Pisula (ZSL) (27 lutego 1957 – 4 kwietnia 1957)

Prezes Centralnego Urzędu Skupu i Kontraktacji (podległy Prezesowi Rady Ministrów):
- Antoni Mierzwiński (PZPR) (maj 1951 – kwiecień 1953)

Ministrowie Skupu:
- Antoni Mierzwiński (PZPR) (9 kwietnia 1953 – 27 lutego 1957)
- Feliks Pisula (ZSL) (27 lutego 1957 – 4 kwietnia 1957)

Ministrowie Przemysłu Spożywczego i Skupu:
- Feliks Pisula (ZSL) (5 kwietnia 1957 – 11 kwietnia 1968)
- Stanisław Gucwa (ZSL) (11 kwietnia 1968 – 13 lutego 1971)
- Emil Kołodziej (ZSL) (13 lutego 1971 – 3 kwietnia 1980)
- Roman Malinowski (ZSL) (3 kwietnia 1980 – 8 października 1980)
- Jan Załęski (ZSL) (8 października 1980 – 3 lipca 1981)